# Soós Tamás
Soós Tamás (Budapest, 1955 –) magyar művész.
1980–1985 között a Magyar Iparművészeti Főiskola (a későbbi MOME) gobelin szakán tanult. Az 1970-es évek végétől szerepelt kiállításokon itthon és külföldön, kezdetben főleg rajzaival és fotós munkáival. 1980-85 között létrehozott egy nemzetközi mail art gyűjteményt 'DAY ART' címmel, és ehhez kapcsolódó kiállításokat szervezett. Az 1980-as években az új szenzibilitás festészeti mozgalom résztvevőjeként fest nagyméretű mitológiai és elvont metafizikus tájképeket. 1987–1989-ig Derkovits ösztöndíjas. Műveivel nemzetközi ismertséget szerzett. 1991-ben a svájci ARTEST ösztöndíjasa a boswili Künstlerhausban, ugyanabban az évben önálló kiállítása van az Aargauer Kunsthausban, a svájci Aarauban. 1994-ben a Római Magyar Akadémia, 1998-ban pedig a párizsi Cité Internationale des Arts ösztöndíjasa. A '90-es évektől a melankólia fogalma köré csoportosulnak a szobrai és festményei. A budapesti Ludwig Múzeumban 1995-ben nagyszabású egyéni kiállítása nyílt Barokk Melankólia címmel. 2005-ben a Zuger Kulturstiftung ösztöndíjasa, itt készítette egyik legfontosabb videó művét a kolostor apácáival. 2008 és 2015 között Bécsben és Budapesten alkotott. 2024 októberében egyéni standdal szerepelt a Frieze Masters londoni művészeti vásár spotlight szekciójában az Einspach & Czapolai Fine Art galéria képviseletében. Jelentős aktív szobrászati és festészeti munkássága mellett videókat, fotó munkákat, litográfiákat, konceptuális műveket és installációkat is készít.
Művei számos hazai és külföldi gyűjteményben megtalálhatók, mint például Ludwig Múzeum –– Kortárs Művészeti Múzeum, Budapest; Magyar Nemzeti Galéria, Budapest; Kiscelli Múzeum, Budapest; Szent István Király Múzeum, Székesfehérvár; Lentos Art Museum, Linz; Albertina, Bécs ; Neue Galerie am Landesmuseum Joanneum Graz; Ludwig Forum für Internationale Kunst, Aachen; Kupferstich, Kabinet, Dresden.

## Válogatott egyéni kiállítások[2][7]
- 1979 Maszk, KMF Galéria, Budapest
- 1980 Fekete Geometria, Eötvös Klub, Budapest
- 1984 Új Képek, IH Galéria, Pécs
- 1985 Mitológia, Liget Galéria, Budapest
- 1985 Stúdió Galéria, Budapest
- 1986 Hannibál, IH Galéria, Székesfehérvár
- 1986 Tépett Képek, Műszaki Főiskola, Kecskemét
- 1987 Alte Gefühle, Galerie Knoll, Bécs
- 1988 Táj-fragmentumok [Szőnyei Györggyel], Ferencvárosi Pincetárlat, Budapest
- 1988 Romantikus Tájképek, Galerie Eremitage, Berlin
- 1989 Dorottya Galéria (Erwin Wurmmal), Budapest
- 1989 Pozíciók No. 4.(Erwin Wurmmal), Fészek Galéria, Budapest
- 1991 Barock Melancholie, Aargauer Kunsthaus, Aarau, Svájc
- 1991 Melancholie, Galerie der Stadt Wels, Svájc
- 1992 Melancholia, Fészek Galéria, Budapest
- 1993 Pandora Galéria, Budapest
- 1995 Barokk Melankólia, Ludwig Múzeum, Budapest
- 1996 Melancholia, Fővárosi Képtár, Budapest
- 1997 Realikus Melankólia – get Geist, Fészek Galéria, Budapest
- 1998 Melankólia (Yuko Shiriashivval), Ernst Múzeum, Budapest
- 1999 Magyar Intézet, Párizs • Magyar Konzulátus, New York, USA
- 2001 Realikus Melankólia, Fészek Galéria, Budapest
- 2001 Next Gallery, Leiden, Hollandia
- 2002 Litográfiák, Raiffeisen Galéria, Budapest
- 2004 Nomád Projekt, Ludwig Múzeum-Kortárs Művészeti Múzeum, A 38, Budapest
- 2004 Neuer Berliner Kunstverein, Berlin
- 2004 Realikus Melankólia, Fészek Galéria
- 2005 Monochrome Fragmante, Maria Opferung, Zug, Svájc
- 2006 Realikus Melankólia, Haworth Galéria, Budapest
- 2009 Melancholia, Fészek Galéria, Budapest
- 2009 A Melankólia pillantása, Budapest Galéria, Budapest
- 2010 Kis Képek, Fordítóház, Balatonfüred
- 2013 Don’t Worry Be Melancholy, A38 Galéria, Budapest
- 2013 News, A38 Galéria, Budapest
- 2016 Tacit Dimension, A38 Galéria, Budapest
- 2017 Polaroidok, Liget Galéria, Budapest
- 2017 Árnyékban, Fészek Galéria, Budapest
- 2018 Praefiguratio, Art+Text Galéria, Budapest
- 2018 A place for reflection, FUGA, Budapest
- 2019 Melancholy, Maksla XO Gallery, Riga, Latvia
- 2023 De l'esprit, Early Works, Einspach & Czapolai Fine Art
- 2024 Tamás Soós, solo stand, Spotlight szekció, frieze masters, London

## Válogatott csoportos kiállítások[2][7]
- 1985 Kortárs magyar festészet, Route One Gallery, San Francisco, USA
- 1985 Peintres Contemporains Hongrois, Galerie des Beaux- Arts, Bordeaux
- 1985 3 Generationen Ungarischer Künstler, Neue Galerie, Graz, Ausztria
- 1985 Magyar festők három nemzedéke, Műcsarnok, Budapest
- 1985 Új Szenzibilitás III., Budapest Galéria Lajos utca, Budapest
- 1985 Hommage à Giorgio de Chirico, Fészek Galéria, Budapest
- 1986 Eklektika ’85, Magyar Nemzeti Galéria, Budapest
- 1987 Új Szenzibilitás IV., Pécsi Galéria, Pécs
- 1987 Neue Sensibilität, Villa Merkel, Esslingen, Németország
- 1987 Neue Sensibilität, Austellungshalle, Westfalenpark, Dortmund, Németország
- 1987 Zeitgenössische bildende Kunst aus Ungarn, Galerie der Künstler, München, Németország
- 1987 Vecchi sentimenti, Quatro artisti ungheresi, Bibliotheca Comunale, Tuscania, Olaszország
- 1987 Mythen aus Ungarn, Galerie Landeskulturzentrum Ursulinenhof, Linz, Ausztria
- 1987 Christie's Auction, Amsterdam, Hollandia
- 1987 Internationale Malerwochen in der Steiermark, Neue Galerie am Landesmuseum, Joanneum, Graz, Ausztria
- 1988 IV. Internationale Triennale der Zeichnung, Kunsthalle, Nürnberg, Németország
- 1988 8 Ungarische Maler, Galerie Knoll, Bécs, Ausztria
- 1988 Arti et Amicitiae, Amszterdam, Hollandia
- 1988 Neue Galerie, Linz, Ausztria
- 1988 Phillips Auction, London, Egyesült Királyság
- 1988 Fiatal Művészek Stúdiójának kiállítása, Manyezs, Moszkva, Szovjetunió
- 1989 Kunst Heute in Ungarn, Sammlung Ludwig, Aachen
- 1989 Madarske vytvarne umeni XX. Stoleti, Národní Galerie v Praze, Mestská Knihovná, Praha, Csehszlovákia
- 1989 Kontaktusok, Fonticolli, Fraterno, Fehér, Soós, Vigadó Galéria, Budapest
- 1990 XX. sz.-i művészet Magyarországról, Southampton, USA
- 1990 Der Prix “Ars Electronica”, Internationales Kompendium der Computerkünstler, Linz, Ausztria
- 1991 Metaphor, Kennesaw State College, Marietta, Georgia, USA
- 1991 Metafora, Pécsi Galéria, Pécs
- 1991 Free Worlds, Gallery Ontario, Toronto, Kanada
- 1992 Free Worlds, Musée d’Art Contemporain de Montréal, Kanada
- 1994 Artisti dell’ Accademia d’Ungheria, Római Magyar Akadémia, Olaszország
- 1995 Mai Magyar Szobrászat, Műcsarnok, Budapest
- 1995 Art Cologne, Pandora Galéria, Köln, Németország
- 1995 Kortárs magyar művészek az Albertina grafikai gyűjteményében, Budapest Galéria, Budapest
- 1997 Magyar Konzulátus, New York, USA
- 1997 Nemzedékek, Ernst Múzeum, Budapest
- 1997 Olaj/Vászon, Műcsarnok, Budapest
- 1997 White Flags, Knoll Galéria, Budapest
- 1998 Aus dem Archiv Ankaufe, 1990 – 1997, Galerie der stadt Wels, Ausztria
- 1998 Zeitgenössische Kunst aus Ungarn, Donaueschingen, Németország
- 1999 Fémjelzés, Műcsarnok, Budapest
- 1999 Salon '99, Aargauer Kunsthaus, Aarau, Svájc
- 1999 Zeitgenössische Kunst aus Ungarn, Galerie der Stadt Fellbach, Németország
- 2000 Dialógus. Festészet az Ezredfordulón, Műcsarnok, Budapest
- 2000 Művészettel az Új Évezredbe, Városligeti tó, Budapest
- 2001 Szobrászaton innen és túl, Műcsarnok, Budapest
- 2001 Időhíd/Zeitbrücke, Museum Moderner Kunst, Passau, Németország
- 2001 Realikus Melankólia, Fészek Galéria, Budapest
- 2002 Xántus János Múzeum, Győr
- 2002 Kunstenaars in Leiden, Centrum Beeldende Kunst, Leiden, Hollandia
- 2002 Jövőkép, Szombathelyi Képtár, Szombathely
- 2002 Válogatás a Raiffeisen Bank Gyűjteményéből, Raiffeisen Galéria, Budapest
- 2002 Jövőkép, Ernst Múzeum, MEO, Budapest
- 2002 Új Szerzemények, Szent István Király Múzeum, Székesfehérvár
- 2003 Jövőkép, Miskolci Galéria, Miskolc, Kecskeméti Képtár, Kecskemét
- 2004 Jövőkép, Collégium Hungaricum, Berlin, Németország
- 2004 Contemporary Hungarian Art, Embassy of the Republic of Hungary, Washington, USA
- 2005 Contemporary Art in the Basement, Lentos Kunstmuseum, Linz, Ausztria
- 2005 Képek, Szobrok, Kiscelli Múzeum, Budapest
- 2006 Hommage á Mulasics, Várfok Galéria, XO terem, Budapest
- 2006 Skulpturen, Plastiken, Objekte, Lentos Kunstmuseum, Linz, Ausztria
- 2007 Expressionistic Tendencies in Hungarian Contemporary Art
- 2007 Art 1980-2007, Danubiana Meulensteen Art Museum, Hamuliakovo, Szlovákia
- 2007 Somlói Zsolt és Spengler Katalin gyűjteménye “Horror vacui” Művészet 1968 tól napjainkig, Vízivárosi Galéria, Budapest
- 2007 Hungarian Art, Expressionist Tendencies in Hungarian Contemporary Art 1980-2007, Danubiana Meulensteen Art Museum, Pozsony
- 2007 Expresszionista Jelenségek a Kortárs Magyar Képzőművészetben 1980-2007,  Városi Művészeti Múzeum Képtára, Győr
- 2007 ARTINACT, Paksi Képtár, Paks
- 2008 Zeitgenössische Kunst Ungarn-Niederösterreich, Lilienfeld, Ausztria
- 2008 TérErő, Műcsarnok, Budapest, Millenáris, Budapest
- 2008 Goldene Schüsse, Zeitgenössische Kunst aus der Sammlung Péter Szép
- 2008 Collegium Hungaricum, Wien, Austria
- 2009 Hommage El Kazovszkij, Várfok Galéria, XO terem, Budapest
- 2009 Meglátni / Coup d'oeil, Válogatás Hoffman István gyűjteményéből, Francia Intézet, Budapest
- 2009 Osztrák-Magyar válogatott, Szép Péter Kortárs kollekciójából, Csók István Képtár, Székesfehérvár
- 2009 Tolerance in Art, Danubiana, Meulensteen Art Museum, Pozsony, Szlovákia
- 2009 Szép Péter Gyűjtemény, Magyar Intézet, Stuttgart, Németország
- 2009 Akzent Ungarn, Neue Galerie Graz am Landesmuseum Joanneum, Graz, Ausztria
- 2009 Das grosse Kunststück, Zeitgenössische Kunst aus der Sammlung Péter Szép, Freiburg, Németország
- 2009 Vision Trinitatis - Forum für Zeitgenössische Kunst, Annaberg bei Chemnitz, Németország
- 2010 Interventions, Lukács Archívum, Budapest
- 2010 Melankólia a modern művészetben, MODEM, Debrecen
- 2015 Újratervezés / Replanning, MODEM, Debrecen
- 2015 Fehér, A Látványtár kiállítóháza, Diszel
- 2017 Gémkapocs, MODEM, Debrecen
- 2018 Viennacontemporary 2018, Vienna, Ausztria
- 2018 Paper Space, Horizont Galéria, Budapest

## Díjak[7]
- 1985 Fiatal Képzőművészek Stúdiójának díja
- 1986 III. Országos Rajzbiennálé díja, Salgótarján
- 1987 XXII. Internationale Malerwochen in der Steiermark, Graz, Ausztria
- 1987-89 Derkovits-ösztöndíj
- 1988 IV. Internationale Triennale der Zeichnung, Nürnberg, Németország
- 1991 ARTEST-Stipendiat im Künstlerhaus Boswil, Svájc
- 1994 Római Magyar Akadémia, Olaszország
- 1998 Cite Internationale des Arts, Paris, Franciaország
- 2002 Sirius Art Centre, Cobh, Írország
- 2005 Zuger Kulturstiftung, Zug, Svájc
- 2008 Alte Schmiede Kunstverein, Bécs, Ausztria
- Egyéb művészeti rezidenciák Leningrád, Moszkva, Turkménia, Oslo, New York, Washington, Lisszabon, Barcelona, Madrid.

## Tanulmányok[8]
- Achille Bonito Oliva, Tra Italia e Ungheria, Kapcsolatok,Vigadó Galéria, Budapest, 1988
- Ernest Beck, Eight Hungarian Painters. In: Art News, New York, 1989/1. p. 159
- Ernest Beck, Hungary's New Sensibility. In: Art News, New York, 1990/1 p. 86
- Beat Wismer, Die Landschaft Überwinden, In: Tamás Soós, Einzelausstellung, Aargauer Kunsthaus, Svájc, 1991
- Hegyi Lóránd, The Possibilities of Metaphorical Forms, In: Tamás Soós, Baroque Melancholy, Ludwig Múzeum Budapest, 1995
- Achille B. Oliva, Baroque Melancholy, In: Tamás Soós, Baroque Melancholy, Ludwig Múzeum Budapest, 1995
- Földényi F. László, A lélek sakkfigurái. In: Yuko Shiraishi / Soós Tamás, 1998
- Passuth Krisztina, From Melancholy to Monochrome, In: Tamás Soós, Melancholy 1980-2001, 2001
- Maja and Reuben Fowkes, Reclaiming Lukács, Interventions in the archive of a Marxist philosopher. In.: IDEA  ART+SOCIETY, no.35, 2010
- Lóránd Hegyi, Arte in centro Europa. In.: Biblioteka d'arte contemporanea, Silvana Editoriale, Milano, 2010
- Székely Katalin, Egy este a Lukács Archívumban. Lukács György és a kortárs képzőművészet. In.: Művészettörténeti Értesítő, 61, pp. 1–31. 2012